# Ип Ваймань
Йип Вэй Мэн (англ. Raymond Yip Wai Man, Yip Wai Man, Yip Wai-Man, Raymond Yip, Wai-Man Yip) — китайский кинорежиссёр и продюсер.

## Фильмография

### Продюсер
- Полководцы / The Warlords (2007)

### Режиссёр
- Baak bin sing gwan / Sixty Million Dollar Man / Операция стоимостью 60 миллионов долларов (1995)
- Bu dao de de li wu / I’m Your Birthday Cake! / Я — твой торт на день рождения (1995)
- Пока смерть не рассмешит нас (1996)
- Goo waak chai ching yee pin ji hung hing sap saam mooi / Portland Street Blues / Блюз Портланд-стрит (1998)
- Yau ching sui yuet saan gai goo si / Those Were the Days… / Молодые и опасные: Вот это были деньки (2000)
- Только для плохих парней (2000)
- Город желаний (2001)
- Dong laam yan bin shing lui yan / Women from Mars/ Женщины с Марса (2002)
- Fung hung bei cup / Beauty and the Breast / Красавица и грудь (2002)
- On loh yue miu lam / Anna and the Martial Art World / Анна в стране кунгфу (2003)
- Pao zhi nu peng you / My Dream Girl / Девушка моей мечты (фильм, 2003) (2003)
- Полководцы / The Warlords (2007)
- Судьба (фильм, 2008) (2008)

### Сценарист
- Baak bin sing gwan / Sixty Million Dollar Man / Операция стоимостью 60 миллионов долларов (1995)